# Bayview (Teksas)
Bayview – miasto w Stanach Zjednoczonych, w stanie Teksas, w hrabstwie Cameron.